# モルナール・フェレンツ

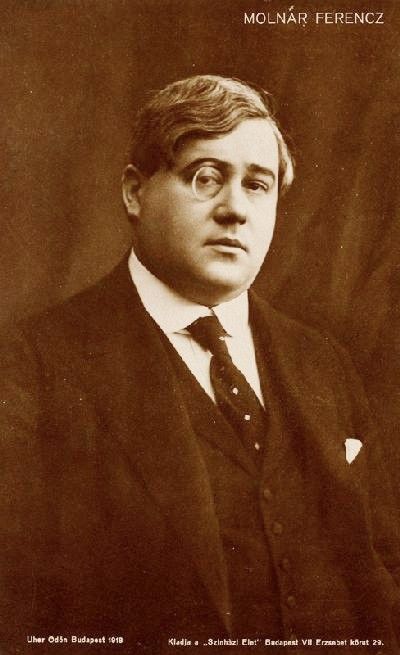
モルナール・フェレンツ

モルナール・フェレンツ（Molnár Ferenc、1878年1月12日 - 1952年4月1日）は、オーストリア＝ハンガリー帝国生まれの劇作家・小説家である。本名ノイマン・フェレンツ（Neumann Ferenc）。フランツ・モルナー（Franz Molnar）の名でも知られる。
1878年、ハンガリーのブダペストにてユダヤ系医者の一家に生まれる。スイスのジュネーブ大学で法律を学んだあと、故郷に戻り新聞記者となり、創作活動を始める。オスカー・ワイルドやフランス喜劇に影響を受けた通俗的な戯曲を書き人気を得た。主な作品に自由恋愛を描いた喜劇『悪魔』をはじめ、『リリオム』『近衛兵』、児童文学作品にも類別される『パール街の少年たち』がある。第二次世界大戦中の1940年、ナチスによるユダヤ人迫害から逃れるためにアメリカに移住、ニューヨークで演劇芸術の教師となる。1952年、ニューヨークで亡くなる。

## 主な作品

### 戯曲
- 悪魔 Az ördög (1907年)
- リリオム Liliom (1909年)
- 近衛兵 A testőr (1910年)
- 痴人の愛 Úri divat (1917年)
- 白鳥 A hattyú (1920年)
- オリンピア Olympia (1928年)
- お人好しの仙女 A jó tündér (1930年)

### 小説
- パール街の少年たち（1907年）

## 映画化
「リリオム」はモルナールの代表作のひとつで、フリッツ・ラングの『リリオム』、アメリカの『回転木馬』など何度も舞台化・映画化されている。1954年の東宝映画『エノケンの天国と地獄』も「リリオム」を下敷きにしていると言われており、主演の榎本健一は「俺こそ色男リリオム」という歌もリリースしている。
他に、『悪魔』が1921年にジョージ・アーリス主演で、『お人好しの仙女』が1934年にマーガレット・サラヴァン主演 (『私はあなたのもの』として1947年にディアナ・ダービン主演でリメーク)、未上演の戯曲『トリエステから来た娘』(Az ismeretlen lány (1934)、英語では The Girl from Trieste として知られる)が1937年に『花嫁は紅衣装』のタイトルで、『白鳥』が1956年にグレース・ケリー主演、『オリンピア』が1960年にソフィア・ローレン出演で『バラ色の森』として映画化されている。『パール街の少年たち』も1917年を最初に何度か映画化されている。

## 日本での翻訳
日本でも早くから知られ、森鷗外による翻訳（ドイツ語訳からの重訳）があり、「破落戸（ごろつき）の昇天」「辻馬車」「最終の午後」と、3つの作品が鴎外の翻訳小説集『諸国物語』（1915年）に収録されている。
また大正末から昭和13年頃の間に鈴木善太郎により多くの作品が翻訳されている。
- フエレンク・モルナー 著、鈴木善太郎 訳『モルナー傑作選集 第一編 リリオム』金星堂、1925年。NDLJP:1018421。
- フエレンク・モルナー 著、鈴木善太郎 訳『モルナー傑作選集 第二編 痴人の愛』金星堂、1925年。NDLJP:1018422。
- フエレンク・モルナー 著、鈴木善太郎 訳『モルナー傑作選集 第三編 白鳥』金星堂、1925年。NDLJP:1018423。

2012年に川端康成の未発表小説として、モルナール・フェレンツの戯曲「リリオム　或るならず者の生と死－裏町の伝説、七場－」（1909年）の翻案『星を盗んだ父』の直筆原稿が見つかった。筆跡などから川端が東京帝国大学を卒業した時期から間もない大正13年ごろに執筆されたとみられ、全7場でできた原作の戯曲を、叙情性や童話的な色彩の濃い最終場を生かした３段落構成に変え、主人公リリオムの「ならず者」としての側面よりも、生まれてくる子供のために罪を犯して自殺し、天上にある星を盗んで娘に渡そうとする父親としての愛情を前景に据えた物語に変えている。川端は大正9年に、同じく「リリオム」を原作とする森鴎外の「破落戸の昇天」を読んでいた。